# 李彗星
李彗星是一顆週期彗星，屬於木星族。
1998年12月26日，中國天文學家李衛東發現該彗星，發現宣布兩天後，天文學家在1998年9月23日回溯發現彗星的影像。2013年5月9日，天文學家再次發現它。